# Nässjön, Medelpad
Nässjön är en sjö i Sundsvalls kommun i Medelpad och ingår i Indalsälvens huvudavrinningsområde. Sjön är 9,6 meter djup, har en yta på 0,172 kvadratkilometer och befinner sig 202,6 meter över havet. Sjön avvattnas av vattendraget Masugnsbäcken.

## Delavrinningsområde
Nässjön ingår i det delavrinningsområde (693941-157268) som SMHI kallar för Utloppet av Nässjön. Medelhöjden är 233 meter över havet och ytan är 2,29 kvadratkilometer. Det finns inga avrinningsområden uppströms utan avrinningsområdet är högsta punkten. Masugnsbäcken som avvattnar avrinningsområdet har biflödesordning 3, vilket innebär att vattnet flödar genom totalt 3 vattendrag innan det når havet efter 18 kilometer. Avrinningsområdet består mestadels av skog (80 procent). Avrinningsområdet har 0,17 kvadratkilometer vattenytor vilket ger det en sjöprocent på 7,5 procent.